# Riserva naturale Marchesale

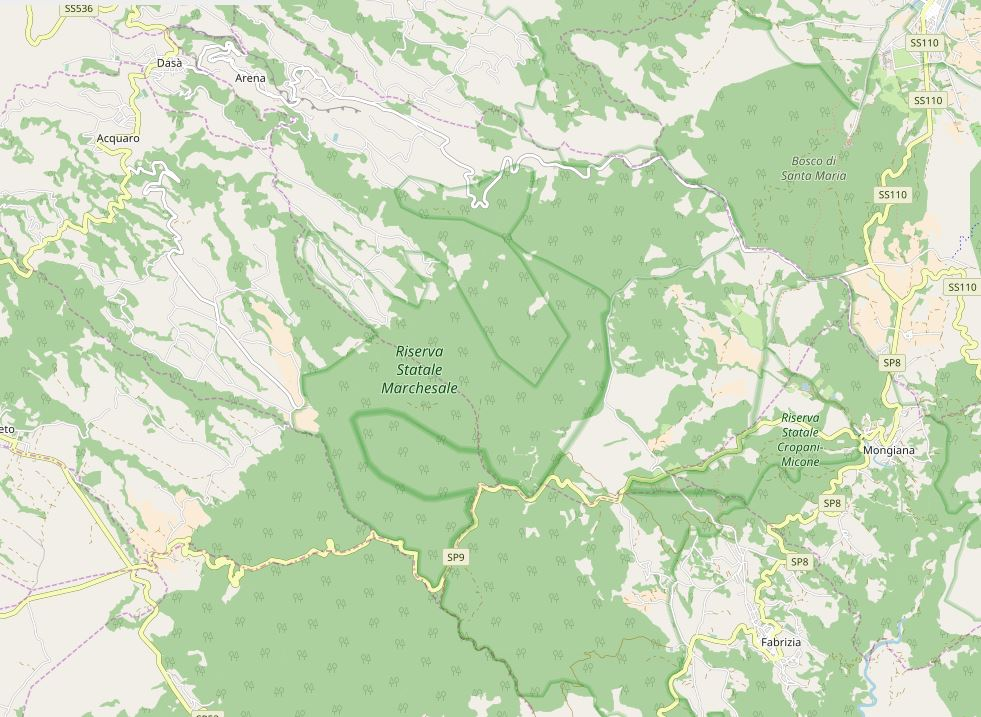
Riserva statale marchesale (Carta Open Street Map giugno 2018) - Provincia di Vibo Valentia

La riserva naturale Marchesale è un'area naturale protetta situata nella provincia di Vibo Valentia. La riserva occupa una superficie di 1.257,00 ettari ed è stata istituita nel 1977.

## Storia
L'area era di proprietà dei duchi di Atri fino al 1650. Passò successivamente come feudo alla Marchesa Caracciolo Imperiale di Arena ed infine nel 1914 diventa parte del demanio forestale.
Assume lo status di Riserva Naturale Biogenetica nel 1977.

## Territorio
Di seguito gli habitat presenti nella riserva come da catalogo della direttiva UE sugli habitat:
- 9220 Faggeti degli Appennini con Abies alba e faggeti con Abies nebrodensis
- 9210 Faggeti degli Appennini con Taxus e Ilex
- 9510 Foreste sub appenniniche di Abies alba
- 9260 Foreste di Castanea sativa
- 9340 Foreste di Quercus ilex e Quercus rotundifolia
- 91E0 Foreste alluvionali di Alnus glutinosa e Fraxinus excelsior
- 3130 Acque stagnanti con vegetazione dei Littorelletea uniflorae e/o Isoëto-Nanojuncetea
- 7140 Torbiere di transizione e instabili.

## Comuni
- Acquaro
- Arena

## Fauna
Tra le specie faunistiche della riserva si trovano: la faina, il tasso, la lontra, la volpe e il gatto selvatico, tra gli anfibi è presente la salamandra, tra gli uccelli è presente: la beccaccia, la cornacchia, il corvo imperiale, la ghiandaia, il picchio, la nocciolaia, pettirosso, lo storno,  il tordo.

## Flora
La riserva possiede 322 specie appartenenti a 62 famiglie e 189 generi floreali.
Tra le specie son presenti: Alnus cordata e Abies alba, il tasso, sambuco, il pungitopo, il rovo, il biancospino e la fusaggine.

## Attività
Nella riserva sono consentite attività escursionistiche: esistono 6 sentieri di cui 2 tracciati dal Parco Naturale Regionale delle Serre.